# Фернандополис
Фернандополис (порт. Fernandópolis) — муниципалитет в Бразилии, входит в штат Сан-Паулу. Составная часть мезорегиона Сан-Жозе-ду-Риу-Прету. Входит в экономико-статистический микрорегион Фернандополис. Население составляет 65 714 человека на 2006 год. Занимает площадь 549,551 км². Плотность населения — 119,6 чел./км².
Праздник города — 22 мая.

## История
Город основан в 1939 году.

## Статистика
- Валовой внутренний продукт на 2003 составляет 546.615.271,00 реалов (данные: Бразильский институт географии и статистики).
- Валовой внутренний продукт на душу населения на 2003 составляет 8.561,06 реалов (данные: Бразильский институт географии и статистики).
- Индекс развития человеческого потенциала на 2000 составляет 0,832 (данные: Программа развития ООН).

## География
Климат местности: тропический. В соответствии с классификацией Кёппена, климат относится к категории Aw.